# Islas Ko Kra
Ko Kra (en tailandés: เกาะกระ) es un grupo de pequeños islotes rocosos en la zona sur del Golfo de Siam. Se encuentra bajo la administración de la provincia de Nakhon Si Thammarat  en Tailandia.
Ko Kra, situada a unos 54 km de la costa más cercana, se compone de tres islas: Ko Kra Yai, Ko Kra Klang y Ko Kra Lek, así como de un pequeño afloramiento rocoso, Hin Ko Kra. Toda la zona que rodea a estas islas es un buen punto de buceo, debido a su relativa lejanía.
El grupo Ko Kra, aunque árido y deshabitado, es parte de una disputa territorial con el islote de Ko Losin. La disputa sobre el límite de la plataforma continental entre Malasia y Tailandia proviene de las líneas de base trazadas de forma diferente.